# Spretgräsmossa
Spretgräsmossa (Sciuro-hypnum curtum) är en bladmossart som först beskrevs av Sextus Otto Lindberg, och fick sitt nu gällande namn av Mikhail Stanislavovich Ignatov. Spretgräsmossa ingår i släktet nordgräsmossor, och familjen Brachytheciaceae. Arten är reproducerande i Sverige.